# Fissistigma tientangense
Fissistigma tientangense är en kirimojaväxtart som beskrevs av Ying Tsiang och Ping Tao Li. Fissistigma tientangense ingår i släktet Fissistigma och familjen kirimojaväxter. Inga underarter finns listade i Catalogue of Life.